# Quinto di Treviso
Quinto di Treviso är en ort och kommun i provinsen Treviso i regionen Veneto i Italien. Kommunen hade 9 957 invånare (2018).